# Brachymenium nigrescens
Brachymenium nigrescens là một loài Rêu trong họ Bryaceae. Loài này được Besch. mô tả khoa học đầu tiên năm 1880.